# Dassault Falcon 2000
Dimensions

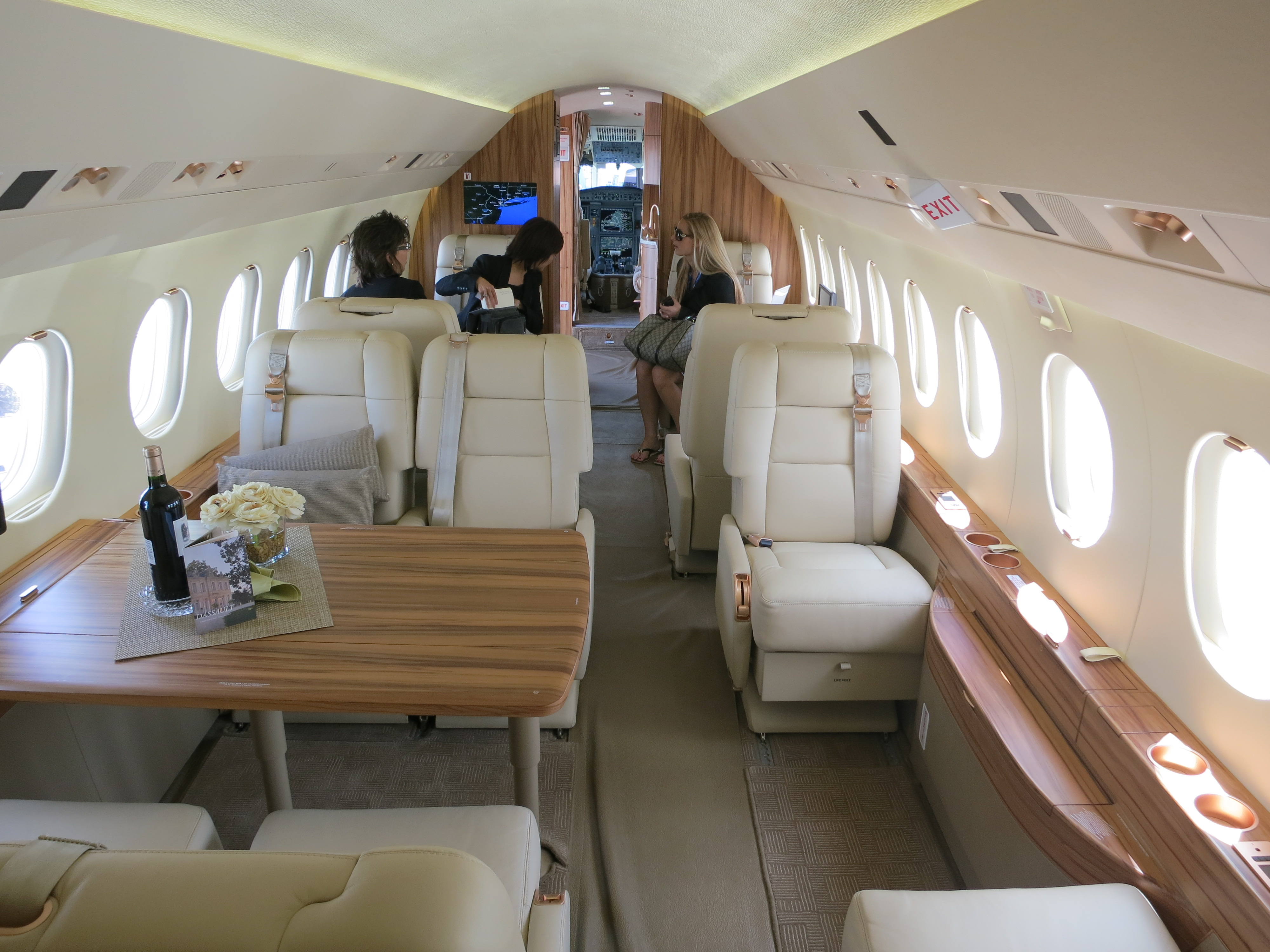
Aménagement intérieur

Le Falcon 2000 de Dassault Aviation est un avion d'affaires biréacteur de la gamme Mystère-Falcon présenté au salon du Bourget en 1989. Les versions civiles du Falcon 2000 vendues aujourd'hui sont les S et LXS.

## Historique
Lancé par Dassault Aviation, au salon du Bourget 1989, sous le nom de code Falcon X, le Falcon 2000 effectue son premier vol aux mains de Jean Pus et Guy Mitaux-Maurouard, le 4 mars 1993. Équipé de deux réacteurs, il reprend la section du Falcon 900 et possède une taille similaire à ce dernier avec une cabine moins spacieuse et une distance franchissable moindre.

## Versions

### Falcon 2000
C'est la première version du Falcon 2000. Il peut transporter huit passagers sur 5 555 km à Mach 0,80. Il a été certifié EASA en novembre 1994. Il est équipé de moteurs CFE738-1-1B, conçus par AlliedSignal et General Electric. Il possède des becs de bord d'attaque extérieurs seulement.

### Falcon 2000Ex
La version Ex du Falcon 2000, qui réalise son premier vol le 25 octobre 2001, est une version à autonomie améliorée du Falcon 2000, ceci est possible grâce à un réservoir supplémentaire. La version Ex est disponible avec cockpit EASy. Il est également équipé de nouveaux moteurs, des Pratt & Whitney Canada PW308C.

### Falcon 2000Dx
Il s'agit d'une version basée sur le Falcon 2000Ex EASy, certifiée en septembre 2007. Elle possède la nouvelle avionique dite « EASy » . Les réservoirs sont réduits, et lui donnent une autonomie de 6 022 km ce qui lui permet de relier Paris à New-York ou encore Dubai.

### Falcon 2000 Lx

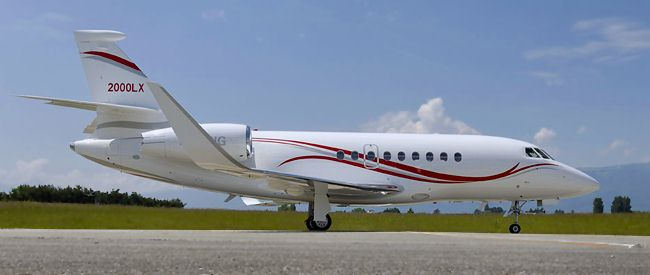
Falcon 2000Lx, on distingue clairement les winglets en bout d'aile.

Le Falcon 2000 Lx est en tout point identique au Falcon 2000 Ex « EASy » à la seule différence que la version Lx intègre au bout de ses voilures des winglets. Grâce aux winglets, la consommation de carburant est diminuée d'environ 5 %, ce qui allonge son rayon d'action d'environ 400 km pour un vol de 7 410 km (6 passagers et réserves NBAA IFR, à Mach 0,80). Cette version est aussi équipée de nouveaux becs de bord d'attaque extérieurs. Elle est certifiée en avril 2009.
En avril 2018 le DLR allemand passe commande pour un Falcon 2000Lx afin de remplacer son Dassault Falcon 20 utilisé jusque là pour des soutiens aux essais en vol.

### Falcon 2000 MRA
La version militaire MRA (Maritime Reconnaissance Aircraft) correspond à un avion de reconnaissance ou de surveillance maritime proposée aux Forces armées et agences étatiques. Cette version MRA embarque quatre postes opérateurs, est dotée d'une boule FLIR, de hublots d’observation de grandes dimensions, d'un radar Searchmaster de Thales et de quatre points d'emport sous la voilure permettant d'emporter équipements de tractage, torpilles ou missiles antinavires comme l'Exocet. L'appareil peut atteindre une distance de 1 850 km et patrouiller trois heures sur zone avant de revenir, ou voler quelque sept heures à 370 km des côtes, soit dans la zone économique exclusive.
Le Falcon 2000MRA permet de mener toutes  ou certaines des différentes tâches et missions suivantes, en fonction des équipements et capteurs choisis par les clients :
- recherche et sauvetage ;
- contrôle des approches maritimes ;
- lutte antisurface ;
- acquisition et désignation de cibles au-delà de l’horizon ;
- surveillance des zones économiques exclusives et du trafic maritime ;
- Action de l'État en mer ;
- Intelligence, Surveillance et Reconnaissance ;
- renseignement d'origine électromagnétique ;
- entraînement des forces (tractage de cibles, simulations de menaces…) ;
- protection de l’environnement ;
- évacuation sanitaire ;
- transport de personnes et d’équipements légers[5].

En 2011, la Corée du Sud annonce son intention de se procurer deux avions Falcon 2000 MRA.
Le Falcon 2000 MRA existe en version MSA (Maritime Surveillance Aircraft), commandée par la Garde côtière du Japon en 2015.

### Falcon 2000LXS
Cette nouvelle version, qui a remplacé le Falcon 2000LX en 2014, a été annoncée le 29 octobre 2012 lors du salon NBAA d'Orlando en Floride. Le Falcon 2000LXS offre des performances d’atterrissage et de décollage très améliorées, un confort cabine supérieur et des niveaux d’émissions réduits. Le Falcon 2000LXS a une vitesse d'approche inférieure (194 km/h contre 210 km/h), ce qui lui permet d'atterrir sur une distance plus courte, 689 m contre 800 m, soit une distance équivalente à des avions de type turbopropulseur. Ceci est notamment réalisable grâce à l'installation de becs de bord d'attaque intérieurs. Il est aussi équipé de la nouvelle avionique « EASy II », capable des nouveaux types d'approches RNAV-GNSS (LPV et RNP-AR), et une option permet d'y équiper un affichage tête haute (HUD).
Ainsi, le Falcon 2000LXS peut réaliser les liaisons suivantes (en configuration standard, avec plein carburant, 6 passagers, réserves NBAA IFR et vents annuels de 85 %) :
- depuis New York vers Anchorage ou Berlin ;
- depuis São Paulo vers Sal - Le Cap ou Miami ;
- depuis Paris vers New York ou Delhi ;
- depuis Singapore vers Dubai ou Sydney ;
- depuis Dubai vers Hong Kong ou Londres ;
- depuis Pékin vers Mumbai, Anchorage ou Tokyo ;
- depuis San Francisco vers Miami ou Honolulu.

Le Falcon 2000LXS opère dans la catégorie, dite des « Super mid size », des avions d’affaires offrant une grande cabine et une distance de franchissement de l’ordre de 4 000 NM, soit 7 408 kilomètres. Ses concurrents sont le G450 de Gulfstream et le Challenger 605 de Bombardier.
La certification du 2000LXS est intervenue au cours du premier semestre 2013 pour des livraisons en 2014.

### Falcon 2000S
Cette nouvelle version a été annoncée le 16 mai 2011 au salon de l'aviation d'affaires à Genève (EBACE 2011). Elle est basée sur le 2000 LXS, et diffère de celui-ci par des réservoirs de carburant réduits. Elle a été certifiée en même temps que son prédécesseur, début 2013.

### Falcon Albatros
En 2020, dans le cadre du programme AVSIMAR, la France commande sept Falcon 2000 LXS, qui seront transformés en avions de surveillance maritime « Falcon Albatros ». Ils remplaceront les huit Falcon 50 et cinq Falcon 200 Gardian de l'aéronautique navale, un total de 12 Albatros étant prévu à terme. Ils seront dotés d’une boule optronique Euroflir de Safran, d’un radar Searchmaster de Thales, d’un dispositif permettant d’éviter le brouillage des signaux de géolocalisation par satellite, d’un détecteur de balise et de liaisons de données tactiques. Ces avions seront  principalement déployés depuis trois bases permanentes : Lann-Bihoué, la Nouvelle-Calédonie et Tahiti, mais aussi depuis Dakar, et occasionnellement depuis les Antilles, la Guyane, et les bases de l’océan Indien. En 2024, leur entrée en service est prévue pour 2025. Le premier vol à lieu le 24 janvier 2025 et leur entrée en service est alors prévue pour 2026.

## Spécifications (2000LXS)
Données de dassault-aviation.com.
Caractéristiques générales
- Équipage : 2
- Capacité : 8-10
- Longueur : 20,23 m
- Envergure : 21,38 m
- Hauteur : 7,06 m
- Surface alaire : 49 m2
- Masse à vide : 10 698 kg
- Masse maximale au décollage : 19 414 kg
- Moteur : 2  Turboréacteur Pratt & Whitney Canada PW308C, 31,14 kN chacun
- Longueur de la cabine: 7,98 m
- Hauteur de la cabine: 1,88 m
- Largeur de la cabine: 2,34 m
- Volume de la cabine: 29 m3

 Performances 
- Vitesse maximale : Mach 0,862
- Vitesse de croisière : 851 km/h
- Vitesse de décrochage : 158 km/h  train et volets sortis
- Distance franchissable : 7 410 km  avec 6 passagers à Mach 0,8
- Plafond : 14 325 m
- Charge alaire : 435 kg/m2
- Distance de décollage: 1 425 m (au niveau de la mer, à la masse maximale)
- Distance d’atterrissage: 689 m (FAR Part 91, 6 passagers, au niveau de la mer).